# 摩教
摩教（也称麽教）是布依族信仰的一種宗教，名稱來自於布依族的宗教職業者布摩。摩教這一稱呼於20世紀80年代開始出現。摩教的最高神祗為報勒奪。祂是一位男性神和創造神。摩教的宗教經典為《摩經》。
布依族学者周国茂研究认为，布依族的摩教和壮族的麽教同属一种民族宗教，两者的神灵谱系大同小异。